# Örvös kobra
Az örvös kobra (Naja annulifera) Délkelet-Afrikában honos, a mérgessiklófélék családjába tartozó kobrafaj.

## Megjelenése

Az örvös kobra közepes méretű kobrafaj, hossza általában 150–160 cm, az eddigi legnagyobb példány azonban a 240 cm-t is elérte. A hímek valamivel nagyobbak a nőstényeknél. Törzse erőteljes, hengeres, farka hosszú. Feje nagy, lapított, nyakától csak kevéssé különül el. A többi kobrához hasonlóan fenyegető pózban képes 12–16 cm széles nyaki csuklyáját szétfeszíteni. Orra széles, kissé kihegyesedő. Szemei közepesen nagyok, pupillája kerek.
Színezete változatos lehet. A fiatal példányok sárgásak vagy zöldesek, háti pikkelyeik széle sötét peremű. Torkukon széles sötét sáv fut keresztül, hasuk sárga. A felnőttek többnyire szürkék, barnák, vörösbarnák vagy feketék, azonban egy részük (a hímek 27%-a és a nőstények 18%-a) testén széles sárga-fekete sávok váltakoznak: a törzsön 6-9, a farkon 2-3 sáv. A sávok a fiatalokon még nem látszanak, kb. 60 cm-esen kezdenek előjönni. Az ivarérett kobrák hasi oldala sárga vagy szürke, esetleg sötéttel pettyegetett. Torkukon széles sötét sáv látható.
Az örvös kobra nem képes mérge messzire lövellésére, mint a köpködőkobrák.

## Elterjedése és életmódja
Délkelet-Afrikában honosak Zambia, Malawi, Zimbabwe, Mozambik, Botswana, Dél-Afrika és Szváziföld területén.
Szavannák, bozótosok, füves síkságok, félsivatagok, sziklás területek lakója, de bemerészkedik a településekre is a kertekbe, csirkeólakba, szemétdombok alá vagy a házak alatti üregekbe. Éjszakai életmódot folytatnak, de reggelente látni lehet ahogyan rejtekhelye mellett napozik. Rejtekül termeszvárak, sziklarepedések, odvas fatörzsek szolgálnak. Nem agresszív faj, de ha sarokba szorítják fenyegető pózt vesz fel: felemeli fejét, széttárja csuklyáját, hangosan sziszeg és ha támadója nem tágít, gyors mozdulattal megmarja. Végszükség esetén halottnak tetteti magát.
Az örvös kobrák békákkal, kisemlősökkel, madarakkal, madártojással, gyíkokkal, kisebb kígyókkal táplálkoznak. Megfigyelték, hogy a puffogó viperát (Bitis arietans) is elfogyasztja. A falvak környékén rendszeresen dézsmálhatja a baromfit. Jól mászik fára vagy bokrokra. Az örvös kobrákra főleg ragadozómadarak, kígyászkeselyű és kígyászölyv vadásznak.
Tojásokkal szaporodnak, a nőstény a párzás után két hónappal 8-34 tojást rak egy fészekbe. A kobratojások 46–55 mm hosszúak és 24–32 mm szélesek. Hőmérséklettől függően 65-90 nap alatt kelnek ki, az újszülött kígyók 22–35 cm hosszúak. Az első vedlést 8-12 naposan végzik. Élettartama eléri a 20 évet.

## Mérge
Az örvös kobra mérge elsősorban posztszinaptikus neurotoxinokból tevődik össze, amelyek izombénulást okoznak. Potenciálisan az emberre is halálos. A marás helyén duzzanat, lokális fájdalom, hosszabb távon szövetelhalás tapasztalható, míg szisztémásan bénulást okoz, amely súlyos esetben a légzőizmok leállását és halált okoz.